# قائمة جسور لندن

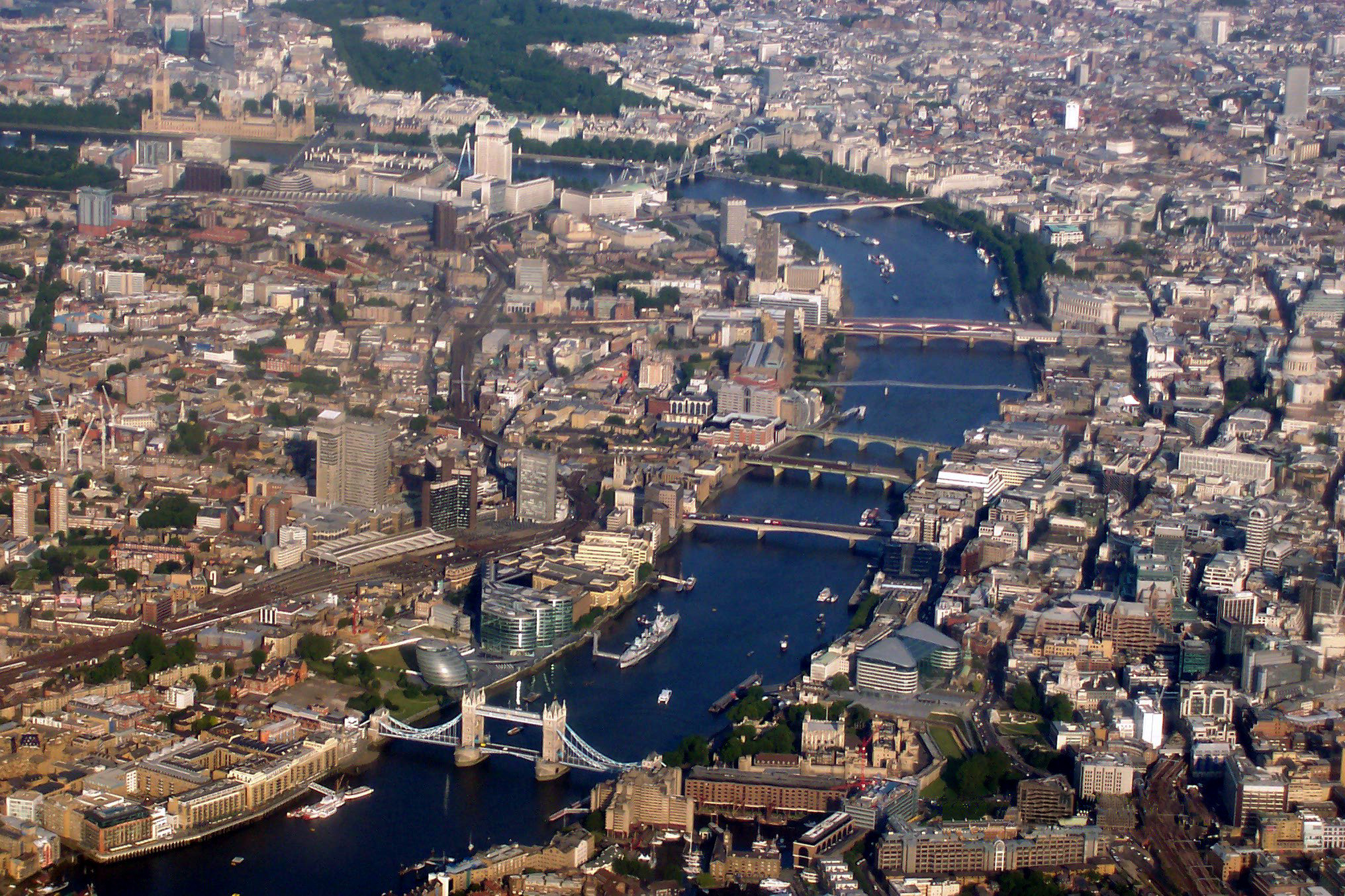
منظر للجسور في مدينة لندن، باتجاه الغرب (أعلى النهر): جسر البرج إلى جسر وستمنستر

قائمة الجسور في لندن تسرد الجسور الرئيسية داخل لندن الكبرى أو الواقعة تحت تأثير لندن. معظمها عبارة عن معابر نهرية، وأشهرها تلك التي عبر نهر التايمز. أعطت العديد من الجسور الموجودة على الأنهار الأخرى أسماءها لمناطق في لندن، خاصة حيث أصبح النهر بأكمله تحت الأرض. الجسور الأخرى عبارة عن معابر طرق أو سكك حديدية عالية المستوى عبر شوارع أخرى.

## المعابر النهرية

### نهر التايمز
الجسور فوق نهر التايمز، مُدرجة حسب ترتيب السفر من الشرق إلى الغرب. تتعلق القيم المتعددة في "تواريخ فتتاح" بالجسور السابقة في موقع البنية الحالية.
| الصورة                 | الاسم                                | النوع                                        | الافتتاح             | الجانب الشمالي                         | الجانب الجنوبي                             | تم إصلاحها بواسطة                             |
| ---------------------- | ------------------------------------ | -------------------------------------------- | -------------------- | -------------------------------------- | ------------------------------------------ | --------------------------------------------- |
|                        | جسر البرج                            | مزيج قاعدي / جسر معلق                        | 1894                 | برج هامليتس                            | ساوثوارك                                   | عقارات بريدج هاوس                             |
|                        | جسر لندن                             | e pont en caisson ‏                           | 50 AD 1209 1831 1973 | City of London: Monument               | سودرك                                      | عقارات بريدج هاوس                             |
|                        | Cannon Street Railway Bridge         | جسر ذو كمرات                                 | 1866                 | City of London: Cannon Street          | Southwark                                  | شبكة السكك الحديدية                           |
|                        | Southwark Bridge                     | جسر قوسي                                     | 1819 1921            | City of London: Queen Street           | Southwark: بانكسايد                        | عقارات بريدج هاوس                             |
|                        | Millennium Bridge                    | جسر معلق                                     | 2002                 | City of London: Queenhithe             | Southwark: Bankside                        | عقارات بريدج هاوس                             |
|                        | Blackfriars Railway Bridge           | جسر قوسي                                     | 1864 1886            | City of London: Blackfriars            | Southwark                                  | شبكة السكك الحديدية                           |
|                        | Blackfriars Bridge                   | جسر قوسي                                     | 1769 1869            | City of London: Blackfriars            | Southwark                                  | عقارات بريدج هاوس                             |
|                        | جسر ووترلو                           | Box girder                                   | 1817 1945            | Westminster                            | Lambeth: South Bank                        | هيئة نقل لندن                                 |
|                        | Hungerford Bridge                    | Lattice truss                                | 1864                 | Westminster                            | Lambeth: South Bank                        | شبكة السكك الحديدية                           |
| Golden Jubilee Bridges | جسر معلق                             | 2002                                         |                      | Westminster                            | Lambeth: South Bank                        | شبكة السكك الحديدية                           |
|                        | جسر وستمنستر                         | جسر قوسي                                     | 1750 1862            | Westminster                            | Lambeth: South Bank                        | هيئة نقل لندن                                 |
|                        | Lambeth Bridge                       | جسر قوسي                                     | 1862 1932            | Westminster                            | Lambeth                                    | هيئة نقل لندن                                 |
|                        | Vauxhall Bridge                      | جسر قوسي                                     | 1816 1906            | Westminster: بيملكو                    | Lambeth: فوكسهول (لندن)                    | هيئة نقل لندن                                 |
|                        | Grosvenor Bridge                     | جسر قوسي                                     | 1859                 | Westminster                            | Wandsworth                                 | شبكة السكك الحديدية                           |
|                        | جسر تشيلسي                           | جسر معلق                                     | 1858 1937            | Kensington and Chelsea: Chelsea        | Wandsworth: باترسي                         | مجلس كنسينغتون وتشيلسي لندن بورو              |
|                        | Albert Bridge                        | Combined Ordish–Lefeuvre / suspension / beam | 1873                 | Kensington and Chelsea: Chelsea        | Wandsworth: Battersea                      | مجلس كنسينغتون وتشيلسي لندن بورو              |
|                        | جسر باترسي                           | جسر قوسي                                     | 1771 1890            | Kensington and Chelsea: Chelsea        | Wandsworth: Battersea                      | هيئة نقل لندن                                 |
|                        | Battersea Railway Bridge             | جسر قوسي                                     | 1863                 | Hammersmith and Fulham: Imperial Wharf | Wandsworth: Clapham Junction               | شبكة السكك الحديدية                           |
|                        | جسر وندسوورث                         | جسر كابولي                                   | 1873 1938            | Hammersmith and Fulham: فولهام         | Wandsworth: واندزوورث                      | مجلس واندسوورث لندن بورو                      |
|                        | Fulham Railway Bridge and Footbridge | Lattice girder                               | 1889                 | Hammersmith and Fulham: Putney Bridge  | Wandsworth: East Putney                    | شبكة السكك الحديدية                           |
|                        | Putney Bridge                        | جسر قوسي                                     | 1729 1886            | Hammersmith and Fulham: Fulham         | Wandsworth: باتني ‏                         | مجلس واندسوورث لندن بورو                      |
|                        | Hammersmith Bridge                   | جسر معلق                                     | 1827 1887            | Hammersmith and Fulham: Hammersmith    | Richmond upon Thames: Castelnau            | Hammersmith and Fulham London Borough Council |
|                        | Barnes Railway Bridge and Footbridge | جسر قوسي جملوني                              | 1849                 | Hounslow: تشيسوك                       | Richmond upon Thames: Barnes               | شبكة السكك الحديدية                           |
|                        | Chiswick Bridge                      | Deck arch                                    | 1933                 | Hounslow: Chiswick                     | Richmond upon Thames: Mortlake             | هيئة نقل لندن                                 |
|                        | Kew Railway Bridge                   | Lattice truss                                | 1869                 | Hounslow: Gunnersbury                  | Richmond upon Thames: Kew Gardens          | شبكة السكك الحديدية                           |
|                        | جسر كيو                              | جسر قوسي                                     | 1759 1789 1903       | Hounslow: برينتفورد                    | Richmond upon Thames: Kew                  | هيئة نقل لندن                                 |
|                        | Richmond Lock and Footbridge         | جسر قوسي                                     | 1894                 | Richmond upon Thames: St Margarets     | Richmond upon Thames: Richmond             | Port of London Authority                      |
|                        | Twickenham Bridge                    | جسر قوسي                                     | 1933                 | Richmond upon Thames: St Margarets     | Richmond upon Thames: Richmond             | هيئة نقل لندن                                 |
|                        | Richmond Railway Bridge              | Truss arch                                   | 1848                 | Richmond upon Thames: St Margarets     | Richmond upon Thames: Richmond             | شبكة السكك الحديدية                           |
|                        | جسر ريتشموند                         | جسر قوسي                                     | 1777                 | Richmond upon Thames: St Margarets     | Richmond upon Thames: Richmond             | Richmond upon Thames London Borough Council   |
|                        | Teddington Lock Footbridges          | جسر ذو عوارض (الشرقي) جسر معلق (الغربي)      | 1889                 | Richmond upon Thames: تدينغتون         | Richmond upon Thames: Ham                  | Richmond upon Thames London Borough Council   |
|                        | Kingston Railway Bridge              | جسر قوسي                                     | 1863                 | Richmond upon Thames: Hampton Wick     | Kingston upon Thames: Kingston             | شبكة السكك الحديدية                           |
|                        | Kingston Bridge                      | جسر قوسي                                     | 1190 1828            | Richmond upon Thames: Hampton Wick     | Kingston upon Thames: Kingston upon Thames | Kingston upon Thames London Borough Council   |
|                        | Hampton Court Bridge                 | جسر قوسي                                     | 1753 1778 1865 1933  | Richmond upon Thames: قصر هامبتون كورت | Surrey: East Molesey                       | Surrey County Council                         |

### نهر ليا
- جسر ليا
- معبر ليا السفلي

### الأنهار الجوفية
- نايتسبريدج عبر River Westbourne
- ستامفورد بريدج عبر Counter's Creek

### القنوات والأرصفة
- Merchant Square Footbridge
- الجسر المتدحرج
- Royal Victoria Dock Bridge

## جسور الطرق والمشاة

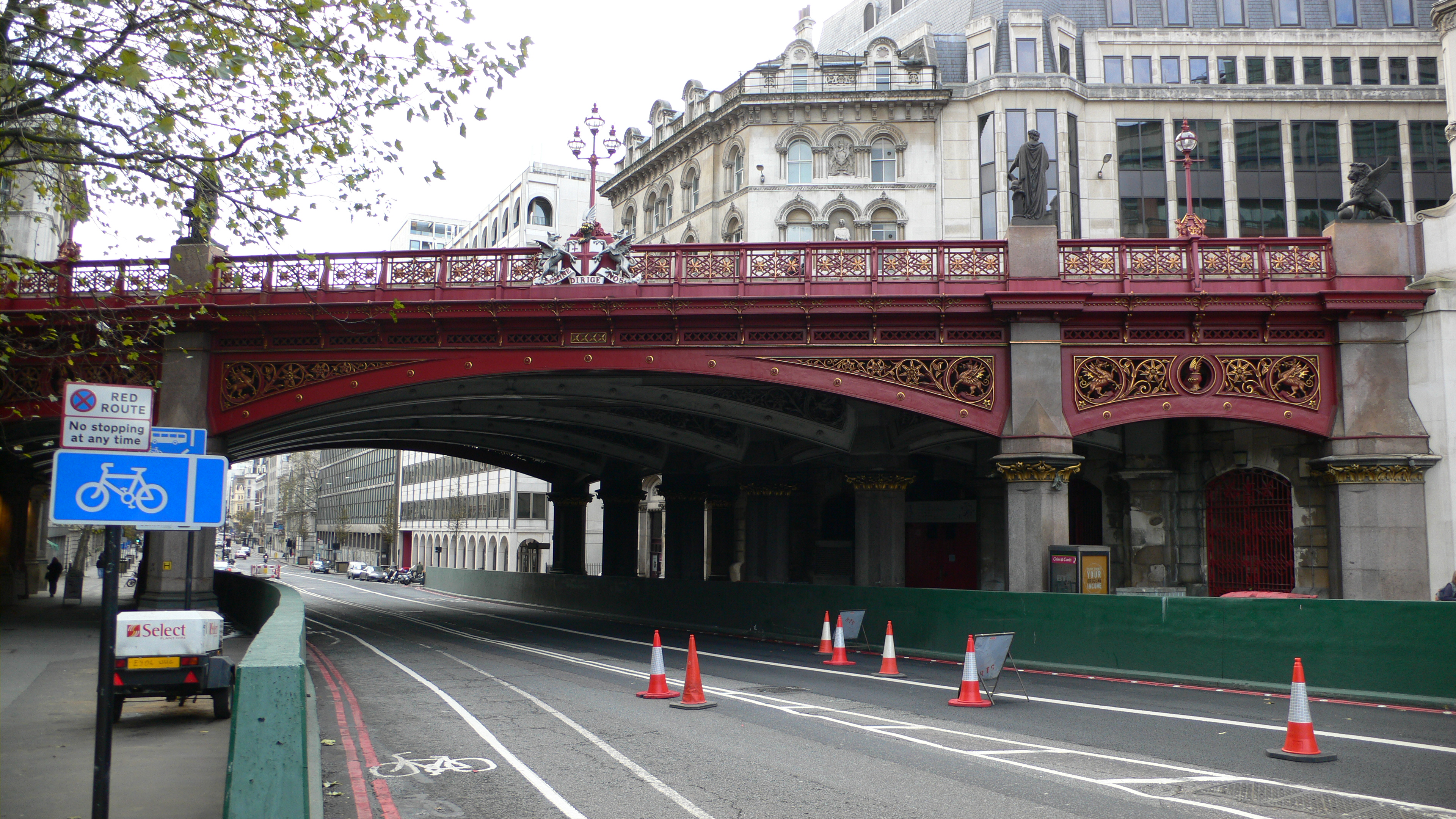
The Holborn Viaduct, 2005

- أرتشواي (لندن)
- Bishop's Bridge
- Croydon Flyover
- Hammersmith Flyover
- Holborn Viaduct عبرFleet River
- Three Bridges
- White Horse Bridge

## جسور السكك الحديدية
- Arnos Park Viaduct
- Dollis Brook Viaduct
- Kingsland Viaduct
- Wharncliffe Viaduct

## أعمال فنية من النهر المضيء
عام 2016 تم إطلاق مسابقة دولية لتصميم عمل فني عام في وسط لندن عبر 15 جسرًا على نهر التايمز، من جسر البرج إلى جسر ألبرت، بعمر لا يقل عن 10 سنوات. . تم اختيار تصميم للفنان الأمريكي Leo Villareal بالتعاون مع المهندسين المعماريين البريطانيين Lifschutz Davidson Sandilands من بين 105 مشاركة من قبل لجنة تحكيم مستقلة في نوفمبر 2016. وستكون هذه واحدة من أكبر اللجان الفنية العامة في المملكة المتحدة على الإطلاق.
تم تشغيل المرحلة الأولى - جسر ساوثوارك، جسر الألفية، جسر لندن وجسر شارع كانون - في يوليو 2019. تم الانتهاء من العمل الفني في أبريل 2021 بإضاءة جسر بلاكفرايرز، جسر واترلو، جسور اليوبيل الذهبي للمشاة، جسر وستمنستر وجسر لامبيث. يستخدم العمل الفني تركيبات إضاءة LED، لتحل محل أشكال الإضاءة الأقل كفاءة في الأماكن.
يتأثر نظام ألوان التثبيت جزئيًا باللوحات الشهيرة لنهر التايمز، كما لاحظت صحيفة التايمز: "إن الألوان والدرجات المستخدمة في لوحات مراقبي نهر التايمز المتحمسين مونيه وويسلر وتيرنر توفر بعض الإلهام أثناء وجودهم في وستمنستر". [جسر] تم اختيار ظل من اللون الأخضر لاستكمال لون المفروشات الجلدية في مجلس العموم". ذكر مقال في صحيفة الغارديان: "لقد كان المشروع... أكثر تعقيدًا واستغرق تحقيقه وقتًا أطول مما كان متوقعًا." فيلم وثائقي من ثلاثة أجزاء على القناة الرابعة، بدأ في يوليو 2019، قام بتغطية المشروع حتى نهاية المرحلة الأولى.

## انظر ايضا
- Tideway
- List of crossings of the River Thames
- Tunnels underneath the River Thames